# Clathria thetidis
Clathria thetidis är en svampdjursart som först beskrevs av Hallmann 1919.  Clathria thetidis ingår i släktet Clathria och familjen Microcionidae. Inga underarter finns listade i Catalogue of Life.